# Gira No voy a decir que no
La Gira No Voy A Decir Que No es una serie de conciertos realizados por la cantante mexicana Ximena Sariñana para promocionar su disco No todo lo puedes dar.

## Historia
Esta gira comenzó en México.

## Lista de canciones
| Gira No Voy A Decir Que No |                                 |                       |          |  |
| N.º                        | Título                          | Original álbum        | Duración |  |
| 1.                         | «Introducción»                  |                       |          |  |
| 2.                         | «Parar a tiempo»                | No todo lo puedes dar |          |  |
| 3.                         | «Cuando mientes»                | No todo lo puedes dar |          |  |
| 4.                         | «La vida no es fácil»           | No todo lo puedes dar |          |  |
| 5.                         | «La tina»                       | Mediocre              |          |  |
| 6.                         | «No voy a decir que no»         | No todo lo puedes dar |          |  |
| 7.                         | «Normal»                        | Mediocre              |          |  |
| 8.                         | «Ruptura»                       | No todo lo puedes dar |          |  |
| 9.                         | «Reforma»                       | Mediocre              |          |  |
| 10.                        | «Mediocre»                      | Mediocre              |          |  |
| 11.                        | «Fiesta forever»                | No todo lo puedes dar |          |  |
| 12.                        | «No vuelvo más»                 | Mediocre              |          |  |
| 13.                        | «Different»                     | Ximena Sariñana       |          |  |
| 14.                        | «Sin ti no puede estar tan mal» | No todo lo puedes dar |          |  |
| 15.                        | «Mis sentimientos»              | Cómo te voy a olvidar |          |  |
| 16.                        | «Cuento»                        | Amarte duele          |          |  |
| 17.                        | «Gris»                          | Mediocre              |          |  |
| 18.                        | «La negra Tomasa»               | La negra Tomasa       |          |  |
| 19.                        | «Hasta morir»                   | Hasta morir           |          |  |
| 20.                        | «Monitor»                       | Mediocre              |          |  |
| 21.                        | «Un error»                      | Mediocre              |          |  |
| 22.                        | «Vidas paralelas»               | Mediocre              |          |  |

## Fechas de la gira
| Número               | Fecha                   | Ciudad                | País                 | Recinto                                    |                      |
| Primera etapa (2015) | Primera etapa (2015)    | Primera etapa (2015)  | Primera etapa (2015) | Primera etapa (2015)                       | Primera etapa (2015) |
| Norteamérica         | Norteamérica            | Norteamérica          | Norteamérica         | Norteamérica                               | Norteamérica         |
| -------------------- | ----------------------- | --------------------- | -------------------- | ------------------------------------------ | -------------------- |
| 1                    | 4 de noviembre de 2014  | Ciudad de México      | México               | El Imperial                                |                      |
| 2                    | 24 de enero de 2015     | Ciudad de México      | México               | Palacio de los Deportes                    |                      |
| 3                    | 8 de febrero de 2015    | León                  | México               | Foro del Lago                              |                      |
| 4                    | 14 de febrero de 2015   | Oaxaca                | México               | Auditorio Guelaguetza                      |                      |
| 5                    | 28 de febrero de 2015   | Ciudad de Guatemala   | Guatemala            | Hard Rock Café                             |                      |
| 6                    | 15 de marzo de 2015     | Ciudad de México      | México               | Festival Vive Latino                       |                      |
| 7                    | 21 de marzo de 2015     | San Pedro Cholula     | México               | Plaza de la Concordia                      |                      |
| 8                    | 6 de abril de 2015      | Zacatecas             | México               | Festival Cultural Zacatecas 2015.          |                      |
| 9                    | 8 de abril de 2015      | San Luis Potosí       | México               | Plaza Fundadores                           |                      |
| 10                   | 24 de abril de 2015     | Monterrey             | México               | Pal Norte                                  |                      |
| 11                   | 8 de mayo de 2015       | Coatepec              | México               | Expoferia Coatepec                         |                      |
| 12                   | 16 de mayo de 2015      | Austin                | Estados Unidos       | Pachanga Festival                          |                      |
| 13                   | 18 de mayo de 2015      | Denver                | Estados Unidos       | Bluebird Theater                           |                      |
| 14                   | 19 de mayo de 2015      | Salt Lake City        | Estados Unidos       | The Complex                                |                      |
| 15                   | 22 de mayo de 2015      | Tucson                | Estados Unidos       | Rialto Theater                             |                      |
| 16                   | 23 de mayo de 2015      | Phoenix               | Estados Unidos       | Valley Bar                                 |                      |
| 17                   | 24 de mayo de 2015      | El Paso               | Estados Unidos       | Neón Desert Festival                       |                      |
| 18                   | 26 de mayo de 2015      | Dallas                | Estados Unidos       | Cambridge @ H.O.B                          |                      |
| 19                   | 27 de mayo de 2015      | San Antonio           | Estados Unidos       | The Korova                                 |                      |
| 20                   | 28 de mayo de 2015      | Houston               | Estados Unidos       | Bronze Peacock @ H.O.B                     |                      |
| 21                   | 2 de junio de 2015      | Monterrey             | México               | Arena Monterrey                            |                      |
| 22                   | 8 de junio de 2015      | Birmingham            | Estados Unidos       | Saturn                                     |                      |
| 23                   | 9 de junio de 2015      | Nashville             | Estados Unidos       | The High Watt                              |                      |
| 24                   | 11 de junio de 2015     | Manchester            | Estados Unidos       | Bonnaroo (Club Stage)                      |                      |
| 25                   | 20 de junio de 2015     | Tijuana               | México               | El Foro (Antiguo Palacio Jai Alai)         |                      |
| 26                   | 25 de junio de 2015     | Chicago               | Estados Unidos       | Schubas Tavern                             |                      |
| 27                   | 26 de junio de 2015     | Milwaukee             | Estados Unidos       | Summerfest                                 |                      |
| 28                   | 27 de junio de 2015     | Indianápolis          | Estados Unidos       | Deluxe @ Old National Center               |                      |
| 29                   | 29 de junio de 2015     | Detroit               | Estados Unidos       | The Shelter                                |                      |
| 30                   | 30 de junio de 2015     | Columbus              | Estados Unidos       | The Basement                               |                      |
| 31                   | 1 de julio de 2015      | Filadelfia            | Estados Unidos       | World Café Live                            |                      |
| 32                   | 2 de julio de 2015      | Washington            | Estados Unidos       | U Street Music Hall                        |                      |
| 33                   | 10 de julio de 2015     | Asbury Park           | Estados Unidos       | The Wonder Bar                             |                      |
| 34                   | 11 de julio de 2015     | Nueva York            | Estados Unidos       | LAMC 2015                                  |                      |
| 35                   | 24 de julio de 2015     | Ciudad de México      | México               | Teatro Metropólitan                        |                      |
| 36                   | 25 de julio de 2015     | Guadalajara           | México               | Teatro Diana                               |                      |
| 37                   | 22 de agosto de 2015    | Texcoco               | México               | Centro Cultural Mexiquense Bicentenario    |                      |
| 38                   | 26 de agosto de 2015    | Mineral de la Reforma | México               | Polideportivo "Carlos Martínez Balmori"    |                      |
| 39                   | 29 de agosto de 2015    | Ciudad de México      | México               | Auditorio Blackberry (Gap Color Fest 2015) |                      |
| 40                   | 9 de septiembre de 2015 | Culiacán              | México               | Festival de la Juventud 2015               |                      |
| 41                   | 3 de octubre de 2015    | Los Ángeles           | Estados Unidos       | Hollywood Palladium                        |                      |
| 42                   | 6 de octubre de 2015    | Mexicali              | México               | Fiestas del Sol                            |                      |
| 43                   | 9 de octubre de 2015    | Tlaxcala              | México               | Plaza de la Constitución                   |                      |
| 44                   | 11 de octubre de 2015   | Tepotzotlán           | México               | Explanada municipal                        |                      |
| 45                   | 16 de octubre de 2015   | Metepec               | México               | Festival Quimera 2015                      |                      |
| 46                   | 17 de octubre de 2015   | Veracruz              | México               | Festival de Música, Arte y Comercio Local  |                      |
| 47                   | 24 de octubre de 2015   | Monterrey             | México               | Rock and picnic Woodstock Plaza 2015       |                      |
| 48                   | 30 de octubre de 2015   | Chignahuapan          | México               | Feria Nacional del Árbol y la Esfera       |                      |
| 49                   | 31 de octubre de 2015   | Puebla                | México               | Revolution Fest Puebla 2015                |                      |
| 50                   | 14 de noviembre de 2015 | Mazunte               | México               | Festival de Jazz Mazunte 2015              |                      |
| 51                   | 15 de noviembre de 2015 | Ciudad de México      | México               | Centro Nacional de las Artes (FILIJ 2015)  |                      |
| 52                   | 4 de diciembre de 2015  | Ciudad de México      | México               | Teatro Metropólitan                        |                      |
| 53                   | 23 de enero de 2016     | Ciudad de México      | México               | Centro Cultural Roberto Cantoral           |                      |
| 54                   | 7 de febrero de 2016    | Zumpango del Río      | México               | Feria de la Candelaria                     |                      |
| 55                   | 11 de febrero de 2016   | Ciudad de México      | México               | El Imperial                                |                      |
| 56                   | 12 de febrero de 2016   | Iguala                | México               | Feria de Iguala                            |                      |
| 57                   | 14 de febrero de 2016   | Monterrey             | México               | Café Iguana                                |                      |
| 58                   | 5 de marzo de 2016      | Veracruz              | México               | Salón Shangri La                           |                      |
| 59                   | 9 de marzo de 2016      | Lima                  | Perú                 | Teatro Pirandello                          |                      |
| 60                   | 11 de marzo de 2016     | Bogotá                | Colombia             | Festival Estéreo Picnic 2016               |                      |
| 61                   | 26 de marzo de 2016     | Salina Cruz           | México               | Festival Musical Pacífico                  |                      |
| 62                   | 2 de abril de 2016      | Puerto Peñasco        | México               | Las Palomas Beach & Golf Resort            |                      |
| 63                   | 6 de abril de 2016      | Caborca               | México               | Fiestas del 6 abril Caborca 2016           |                      |
| 64                   | 29 de abril de 2016     | San Andrés Tuxtla     | México               | Plaza                                      |                      |
| 65                   | 4 de mayo de 2016       | Altotonga             | México               | Teatro del Pueblo                          |                      |
| 66                   | 14 de mayo de 2016      | Tijuana               | México               | International Centro de Espectáculos       |                      |
| 67                   | 21 de mayo de 2016      | Querétaro             | México               | Festival "Under the Stars"                 |                      |
| 68                   | 27 de mayo de 2016      | Orizaba               | México               | Auditorio Metropolitano de Orizaba         |                      |
| 69                   | 11 de junio de 2016     | Guadalajara           | México               | Revolution Fest Guadalajara 2016           |                      |
| 70                   | 7 de julio de 2016      | Playa del Carmen      | México               | Hotel                                      |                      |
| 71                   | 21 de julio de 2016     | San Francisco         | Estados Unidos       | SF Jazz Center                             |                      |
| 72                   | 4 de agosto de 2016     | Quito                 | Ecuador              | Centro de Convenciones Teleférico          |                      |
| 73                   | 5 de noviembre de 2016  | Ciudad de México      | México               | Terraza del Centro Cultural España         |                      |
| 74                   | 12 de noviembre de 2016 | Ciudad de México      | México               | Foro Corona (Central Modelo 2016)          |                      |
| 75                   | 24 de noviembre de 2016 | Ciudad de México      | México               | Festival 100 Mujeres CDMX                  |                      |
| 76                   | 4 de diciembre de 2016  | Bogotá                | Colombia             | Gran Salón de Corferias (ALMAX 2016)       |                      |
| 77                   | 7 de diciembre de 2016  | Calvillo              | México               | Feria Nacional de la Guayaba               |                      |
| 78                   | 5 de noviembre de 2017  | León                  | México               | Foro del Lago                              |                      |

- Abajo se especifican la fechas como invitada especial de Juanes en la Gira Loco De Amor[6][7]

| Número       | Fecha                | Ciudad           | País           | Recinto                               |              |
| 2015         | 2015                 | 2015             | 2015           | 2015                                  | 2015         |
| Norteamérica | Norteamérica         | Norteamérica     | Norteamérica   | Norteamérica                          | Norteamérica |
| ------------ | -------------------- | ---------------- | -------------- | ------------------------------------- | ------------ |
| 1            | 28 de julio de 2015  | Bakersfield      | Estados Unidos | Rabobank Theater                      |              |
| 2            | 30 de julio de 2015  | Las Vegas        | Estados Unidos | The Joint at Hard Rock Hotel & Casino |              |
| 3            | 31 de julio de 2015  | Los Ángeles      | Estados Unidos | Nokia Theatre L.A. LIVE               |              |
| 4            | 1 de agosto de 2015  | Los Ángeles      | Estados Unidos | Nokia Theatre L.A. LIVE               |              |
| 5            | 2 de agosto de 2015  | San Diego        | Estados Unidos | Civic Theatre                         |              |
| 6            | 5 de agosto de 2015  | Costa Mesa       | Estados Unidos | Pacific Amphitheatre                  |              |
| 7            | 6 de agosto de 2015  | San Francisco    | Estados Unidos | The Warfield Theatre                  |              |
| 8            | 7 de agosto de 2015  | Santa Bárbara    | Estados Unidos | Santa Bárbara Bowl                    |              |
| 9            | 8 de agosto de 2015  | Saratoga         | Estados Unidos | The Mountain Winery                   |              |
| 10           | 12 de agosto de 2015 | Tucson           | Estados Unidos | AVA Amphitheater                      |              |
| 11           | 15 de agosto de 2015 | Chicago          | Estados Unidos | Rosemont Theatre                      |              |
| 12           | 18 de agosto de 2015 | Washington D. C. | Estados Unidos | DAR Constitution Hall                 |              |
| 13           | 19 de agosto de 2015 | Nueva York       | Estados Unidos | Madison Square Garden                 |              |
| 14           | 20 de agosto de 2015 | Reading          | Estados Unidos | Santander Arena                       |              |
| 15           | 21 de agosto de 2015 | Mashantucket     | Estados Unidos | Grand Theater at Foxwoods             |              |

- Abajo se especifican la fechas como telonera especial de Coldplay en el A Head Full of Dreams Tour[8]

| Número       | Fecha               | Ciudad           | País         | Recinto      |              |
| 2016         | 2016                | 2016             | 2016         | 2016         | 2016         |
| Norteamérica | Norteamérica        | Norteamérica     | Norteamérica | Norteamérica | Norteamérica |
| ------------ | ------------------- | ---------------- | ------------ | ------------ | ------------ |
| 1            | 15 de abril de 2016 | Ciudad de México | México       | Foro Sol     |              |
| 2            | 16 de abril de 2016 | Ciudad de México | México       | Foro Sol     |              |
| 3            | 17 de abril de 2016 | Ciudad de México | México       | Foro Sol     |              |